# Serie A2 NFLI 2007
La Serie A2 NFLI 2007 è stata la ventiquattresima edizione del secondo livello del campionato italiano di football americano; è stata la quinta edizione organizzata dalla NFL Italia e la nona con la denominazione Serie A2.

## Regular season

### Classifica

#### Girone Centronord
| Pos. | Squadra            | %V   | G | V | N | P | PF  | PS  |
| ---- | ------------------ | ---- | - | - | - | - | --- | --- |
| 1    | Hogs Reggio Emilia | .833 | 6 | 5 | 0 | 1 | 184 | 45  |
| 2    | Barbari Roma Nord  | .833 | 6 | 5 | 0 | 1 | 129 | 76  |
| 3    | Guelfi Firenze     | .333 | 6 | 2 | 0 | 4 | 92  | 124 |
| 4    | Falcons Brugherio  | .000 | 6 | 0 | 0 | 6 | 29  | 189 |

#### Girone Isole
| Pos. | Squadra            | %V    | G | V | N | P | PF  | PS  |
| ---- | ------------------ | ----- | - | - | - | - | --- | --- |
| 1    | Corsari Palermo    | 1.000 | 6 | 6 | 0 | 0 | 225 | 40  |
| 2    | Elephants Catania  | .500  | 6 | 3 | 0 | 3 | 122 | 88  |
| 3    | Crusaders Cagliari | .333  | 6 | 2 | 0 | 4 | 39  | 113 |
| 4    | Sharks Palermo     | .167  | 6 | 1 | 0 | 5 | 41  | 186 |

#### Girone Nordest
| Pos. | Squadra          | %V    | G | V | N | P | PF  | PS  |
| ---- | ---------------- | ----- | - | - | - | - | --- | --- |
| 1    | Aquile Ferrara   | 1.000 | 8 | 8 | 0 | 0 | 246 | 84  |
| 2    | Draghi Udine     | .750  | 8 | 6 | 0 | 2 | 163 | 108 |
| 3    | Bengals Brescia  | .500  | 8 | 4 | 0 | 4 | 140 | 95  |
| 4    | Muli Trieste     | .125  | 8 | 1 | 0 | 7 | 87  | 208 |
| 5    | Mustangs Trieste | .125  | 8 | 1 | 0 | 7 | 72  | 213 |

#### Girone Nordovest
| Pos. | Squadra                  | %V    | G | V | N | P | PF  | PS  |
| ---- | ------------------------ | ----- | - | - | - | - | --- | --- |
| 1    | Skorpions Varese         | 1.000 | 8 | 8 | 0 | 0 | 258 | 62  |
| 2    | Blue Storms Gorla Minore | .625  | 8 | 5 | 0 | 3 | 111 | 128 |
| 3    | Blacks Rivoli            | .500  | 8 | 4 | 0 | 4 | 184 | 150 |
| 4    | Giaguari Torino          | .375  | 8 | 3 | 0 | 5 | 128 | 176 |
| 5    | Centurions Alessandria   | .000  | 8 | 0 | 0 | 8 | 55  | 220 |

## Playoff
|  | Wild card          | Wild card                |                          |                   | Quarti di finale | Quarti di finale   |    |  | Semifinali | Semifinali |  |  | XV SilverBowl | XV SilverBowl |
|  |                    |                          |                          |                   |                  |                    |    |  |            |            |  |  |               |               |
|  |                    |                          |                          |                   |                  |                    |    |  |            |            |  |  |               |               |
|  |                    |                          |                          |                   |                  |                    |    |  |            |            |  |  |               |               |
|  | Hogs Reggio Emilia | 40                       |                          |                   |                  |                    |    |  |            |            |  |  |               |               |
|  | Hogs Reggio Emilia | 40                       | Blue Storms Gorla Minore | 8                 |                  |                    |    |  |            |            |  |  |               |               |
|  |                    | Blue Storms Gorla Minore | Blue Storms Gorla Minore | 8                 | 6                |                    |    |  |            |            |  |  |               |               |
|  | Crusaders Cagliari | Blue Storms Gorla Minore | 0 dgs                    |                   | 6                | Hogs Reggio Emilia | 35 |  |            |            |  |  |               |               |
|  | Crusaders Cagliari |                          | 0 dgs                    |                   |                  | Hogs Reggio Emilia | 35 |  |            |            |  |  |               |               |
|  |                    |                          |                          | Skorpions Varese  | 0                |                    |    |  |            |            |  |  |               |               |
|  | Skorpions Varese   | 10                       |                          | Skorpions Varese  | 0                |                    |    |  |            |            |  |  |               |               |
|  | Skorpions Varese   | 10                       | Barbari Roma Nord        | 22                |                  |                    |    |  |            |            |  |  |               |               |
|  |                    | Barbari Roma Nord        | Barbari Roma Nord        | 22                | 0                |                    |    |  |            |            |  |  |               |               |
|  | Bengals Brescia    | Barbari Roma Nord        | 14                       |                   | 0                | Hogs Reggio Emilia | 40 |  |            |            |  |  |               |               |
|  | Bengals Brescia    |                          | 14                       |                   |                  | Hogs Reggio Emilia | 40 |  |            |            |  |  |               |               |
|  |                    |                          |                          | Guelfi Firenze    | 13               |                    |    |  |            |            |  |  |               |               |
|  | Corsari Palermo    | 13                       |                          | Guelfi Firenze    | 13               |                    |    |  |            |            |  |  |               |               |
|  | Corsari Palermo    | 13                       | Draghi Udine             | 0                 |                  |                    |    |  |            |            |  |  |               |               |
|  |                    | Guelfi Firenze           | Draghi Udine             | 0                 | 25               |                    |    |  |            |            |  |  |               |               |
|  | Guelfi Firenze     | Guelfi Firenze           | 17                       |                   | 25               | Guelfi Firenze     | 32 |  |            |            |  |  |               |               |
|  | Guelfi Firenze     |                          | 17                       |                   |                  | Guelfi Firenze     | 32 |  |            |            |  |  |               |               |
|  |                    |                          |                          | Elephants Catania | 12               |                    |    |  |            |            |  |  |               |               |
|  | Aquile Ferrara     | 22                       |                          | Elephants Catania | 12               |                    |    |  |            |            |  |  |               |               |
|  | Aquile Ferrara     | 22                       | Elephants Catania        | 47                |                  |                    |    |  |            |            |  |  |               |               |
|  |                    | Elephants Catania        | Elephants Catania        | 47                | 48               |                    |    |  |            |            |  |  |               |               |
|  | Blacks Rivoli      | Elephants Catania        | 28                       |                   | 48               |                    |    |  |            |            |  |  |               |               |
|  | Blacks Rivoli      |                          | 28                       |                   |                  |                    |    |  |            |            |  |  |               |               |

### XV SilverBowl
Il XV SilverBowl si è disputato il 16 giugno 2007 allo Stadio Giuseppe Olmo di Celle Ligure. L'incontro è stato vinto dagli Hogs Reggio Emilia sui Guelfi Firenze con il risultato di 40 a 13.

## Verdetti
- Hogs Reggio Emilia vincitori del SilverBowl XV.